# Малочекињасти црви
Малочекињасти црви (Oligochaeta) су класа чланковитих црва. Одликују се слабије израженим главеним регионом. Развијен је само предњи предусни део, и то код водених врста, на коме се налазе очи и антене, док су палпи редуковани. Сегменти су споља, а великим делом и изнутра, једнаки. Наставци за кретање су редуковани, али су се чекиње задржале и оне излазе директно из телесног зида. Слабије су развијене него код многочекињастих црва. Шкрге су, такође, редуковане.
Код копнених врста у кожи се налазе многобројне слузне жлезде; слуз коју луче олакшавају пробијање кроз земљу и спречава рањавање. Осим тога, слуз влажи кожу и омогућава дисање.
Течност у целому повећава чврстину тела, што је код копнених врста веома значајно за заривање у подлогу и кретање. Целомска течност понекад садржи отровне материје и има заштитну улогу.
Код врста које се хране трулим биљним деловима, као, на пример, код кишне глисте, постоје посебне жлезде које луче креч којим неутралишу хумусне киселине које налазе у биљним остацима.
Систем за дисање није деференциран и дисање се обавља кроз кожу.
Чулни органи слабије су развијени. Очи, мирисне јмице и органи чула равнотеже постоје само код неких водених малочекињастих црва.
Ово су хермафродитни организми. За све је карактеристичан орган телесног покрова самар, који учествује у оплођењу и који лучи секрет из кога се образује пакетићи јаја. Осим полног, постоји и бесполно размножавање деобом на два дела. Развиће је директно, без ларвиног ступња.
Малочекињасти црви имају велики еколошки значај: водени служе као храна рибама, а копнени имају огромног значаја у побољшавању квалитета земљишта (увлаче у своје ходнике биљне делове, па на тај начин ђубре земљу; бушећи ходнике, доприносе њеном проветравању и продирању влаге, што се одражава на повећање плодности земљишта).
Претежно су слатководне или копнене врсте, а само мањи број врста живи у морима. Сувоземне врсте проводе живот ријућу у земљи, а излазе ноћу или у влажно време, јер им је кожа осетљива на исушивање.
Величина тела варира од 0,5 mm до три метра.
Најпознатија врста копнених малочекињастих црва је кишна глиста. Неке врсте копнених олигохета вештачки се узгајају и користе као квалитетна хвана у живинарству и сточарству. На дну слатких вода живи глибњача, веома значајна као храна рибама...